# Morningside (Alberta)
Morningside est un hameau (hamlet) du Comté de Lacombe, situé dans la province canadienne d'Alberta.

## Démographie
En tant que localité désignée dans le recensement de 2011, Morningside a une population de 95 habitants dans 37 de ses 39 logements, soit une variation de -11.2% par rapport à la population de 2006. Avec une superficie de 0,248 5 km2, le hameau possède une densité de population de 382,293 8 hab/km2 en 2011.
Concernant le recensement de 2006, Morningside abritait 107 habitants dans 36 de ses 38 logements. Avec une superficie de 0,248 5 km2, le hameau possède une densité de population de 430,6 hab/km2 en 2006.